# Cyberwehr
| QS-Informatik | Dieser Artikel wurde wegen inhaltlicher Mängel auf der Qualitätssicherungsseite der Redaktion Informatik eingetragen. Dies geschieht, um die Qualität der Artikel aus dem Themengebiet Informatik auf ein akzeptables Niveau zu bringen. Hilf mit, die inhaltlichen Mängel dieses Artikels zu beseitigen, und beteilige dich an der Diskussion! (+) Begründung: aktuell weitestgehend belegfrei und so auch mit Tendenz zur Theoriefindung. Starke Zweifel, ob der Begriff überhaupt schon ausreichend etabliert ist für einen WP-Artikel. --Johannnes89 (Diskussion) 17:47, 14. Sep. 2022 (CEST) |

Der Begriff Cyberwehr ist eine Wortneuschöpfung aus den Begriffen „cyber“ und „Wehr“, der im Kontext des Umgangs mit Hackerangriffen genutzt wird. Es taucht vereinzelt in Referenz auf eine Abteilung der Bundeswehr, vor allem aber in Bezug auf Projekte im Kampf gehen Hackerangriffe auf.
In Deutschland als Cyberwehr bezeichnete Koordinierungsstellen sollen vornehmlich Kleine und Mittlere Unternehmen (KMU) im Fall von Cyberattacken und Hackerangriffen unterstützen. Ein erstes Projekt für die Einrichtung einer solchen Cyberwehr wurde 2017 in Baden-Württemberg ins Leben gerufen. Im Frühjahr 2022 folgte die erste Cyberwehr für das Ruhrgebiet. In Berlin gibt es mit der Cyberhotline, ebenfalls seit 2022, ein ähnliches Vorhaben.

## Bezeichnung
Die Bezeichnung ist eine Wortneuschöpfung und nimmt Bezug auf „cyber“ und „Wehr“. „Cyber“ ist ein Wortbildungselement und steht im Zusammenhang mit einer durch Computer erzeugten digitaler Welt. Das Wortbildungselement ist dabei u. a. assoziiert mit dem Begriff cybernetics (engl. für Kybernetik) als Wissenschaft von den Steuerungs- und Regelungsvorgängen.

### Verwendung
Der Begriff taucht vereinzelt in Referenz auf eine Abteilung der Bundeswehr auf. Die Abteilung der Bundeswehr läuft allerdings offiziell unter der Bezeichnung Kommando Cyber- und Informationsraum (Kdo CIR).
In Österreich wurde 2012 die Gründung einer „freiwilligen Cyberwehr“ in Anlehnung an die Freiwillige Feuerwehr, somit also mit anderer Zielsetzung als in Deutschland, angedacht.
In der Schweiz gibt es ein privatwirtschaftliches Beratungsunternehmen mit dem Namen Cyberwehr.
Die am häufigsten zu finde Verwendung des Begriffs ist als Name von Koordinierungsstellen im Kontext von Cyberattacken und Hackerangriffen, wie sie in Baden-Württemberg und im Ruhrgebiet existieren.

### Abgrenzung
Die in Deutschland bislang tätigen Cyberwehren sind nicht als Anlaufstellen für Privatpersonen, sondern für vornehmlich Kleine und Mittlere Unternehmen gedacht.

## Handlungsweise
Die Cyberwehr in Baden-Württemberg und im Ruhrgebiet bieten unter einer kostenfreien Notrufnummer eine Hotline an. Der Ablauf im Ereignisfall:
- Unternehmen meldet sich mit einem Vorfall
- Kontaktdaten werden aufgenommen
- Erste Handlungsempfehlungen werden telefonisch ausgesprochen, sofern es sich tatsächlich um einen Cyber-Notfall handelt.
- Ist eine Cyber-Attacke im Gespräch festgestellt worden, schickt die Cyberwehr einen Experten aus dem Partnernetzwerk zum geschädigten Unternehmen. Diese Möglichkeit besteht in Baden-Württemberg derzeit in den Stadt- und Landkreisen Karlsruhe, Rastatt und Baden-Baden und ist grundsätzlich kostenpflichtig. Für das Ruhrgebiet entsendet die hiesige Cyberwehr grundsätzlich Partner zu Unternehmen nach Bochum, Essen und Gelsenkirchen. Die Vor-Ort-Hilfe ist für eine Stunde kostenlos und umfasst unter anderem eine Schadensanalyse und Schadensbegrenzung.

## Netzwerk
| Einsatzgebiet     | Website                                                   | Telefon        | Bemerkung                                             |
| ----------------- | --------------------------------------------------------- | -------------- | ----------------------------------------------------- |
| Ruhrgebiet        | https://cyberwehr.net/                                    | 0800–1191112   | öffentlich gefördertes Pilotprojekt des eurobits e.V. |
| Baden-Württemberg | https://cyberwehr-bw.de/                                  | 0800-292379347 |                                                       |
| Berlin            | https://www.digitalagentur.berlin/angebote-it-sicherheit/ | 030-166360580  |                                                       |

Neben den beiden bisherigen Wehren gibt es zahlreiche Kooperationspartner
- Digitales Innovationszentrum (DIZ),
- Cyberforum e.V.
- FZI Forschungszentrum Informatik

Darüber hinaus werden Experten von privaten bzw. kommerziellen Anbietern vermittelt.

## Cyber-Hilfswerk (CHW)
Ein verwandtes bzw. weiterentwickeltes Konzept ist das 2020 erstmals auf der DefensiveCon in Berlin vorgestellte Cyber-Hilfswerk (CHW). Es soll nach Vorstellung der Arbeitsgruppe Kritische Infrastrukturen (AG KRITIS) als Freiwilligenorganisation auf Anforderung die Incident-Response-Kapazitäten staatlicher Stellen wie MIRT und CERT-Bund (beide BSI) erhöhen. Es ist dem Namen nach an die Bundesanstalt Technisches Hilfswerk (THW) angelehnt.